# Zomborska Kaporka
Zomborska Kaporka szerbiai búbos kettőshasznú tyúkfajta. 

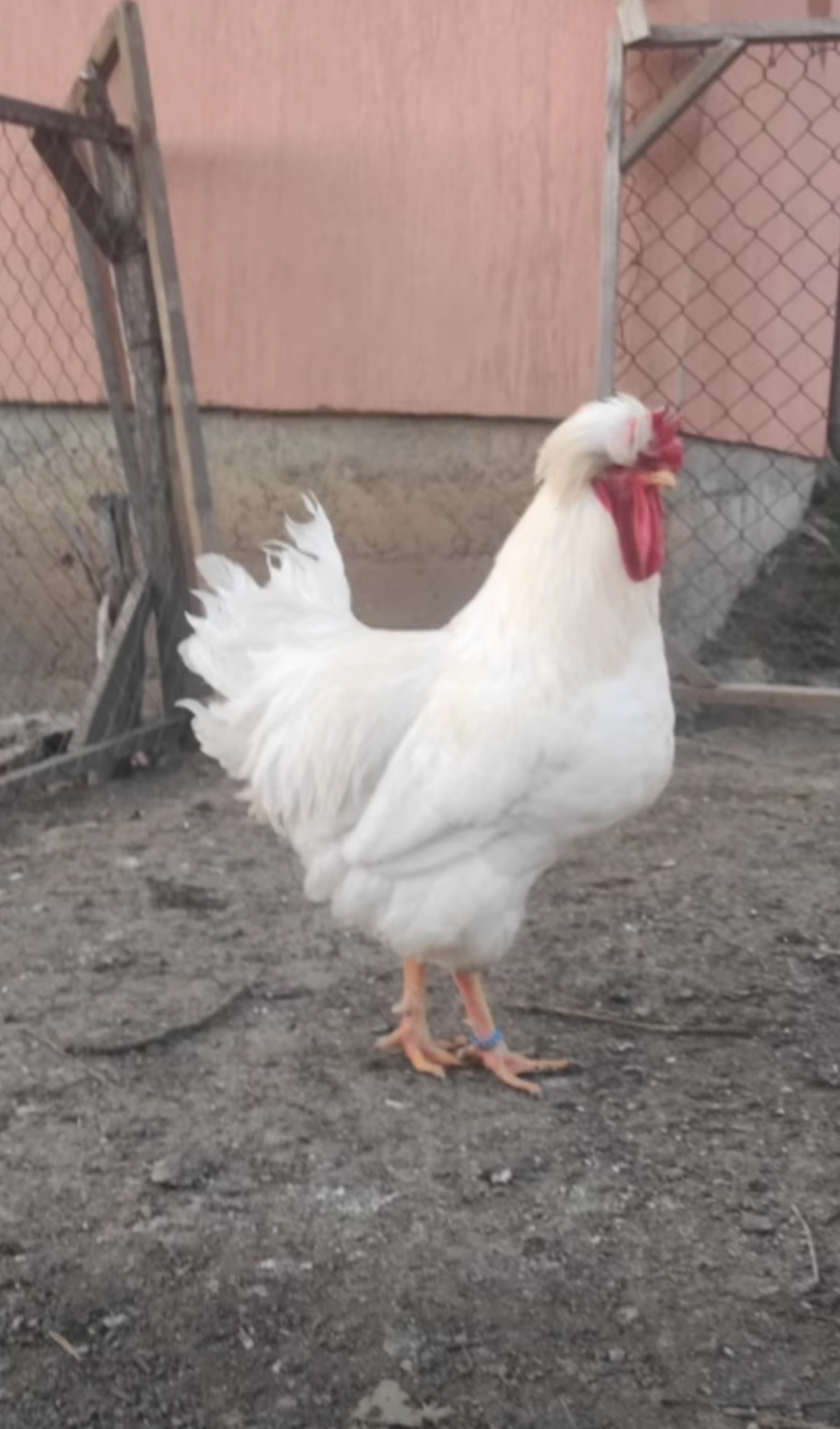
Fehér Zomborska Kaporka kakas

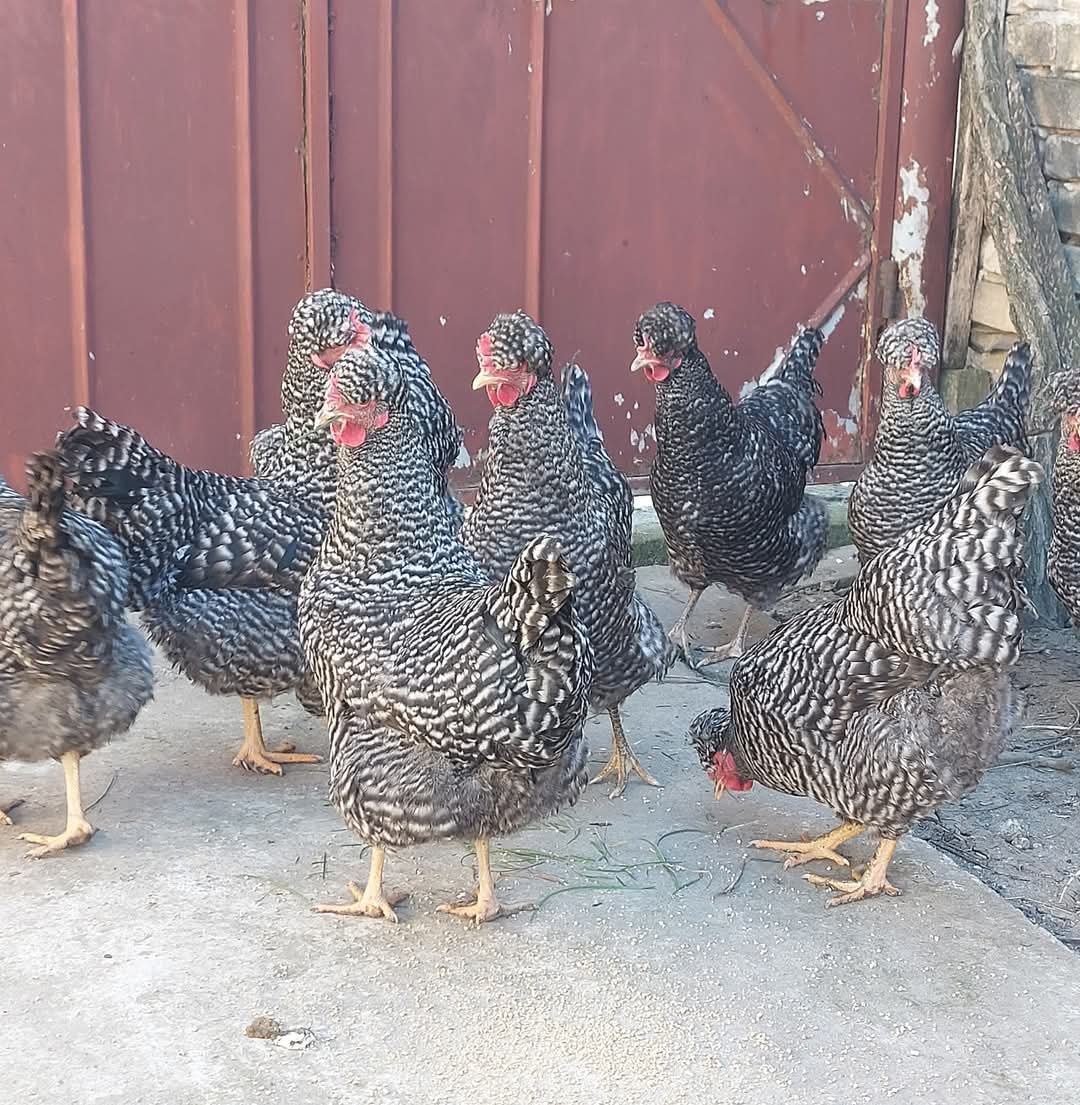
Kendermagos Zomborska Kaporka tyúkok

## Eredete
A fajta Szerbiában, azon belül Vajdaság területén, Zombor környékén alakult ki, valószínűleg helyi paraszti fajták és egyéb európai búbos tyúkok keresztezéséből.  
Hagyományosan háztáji környezetben tartják, jól alkalmazkodik az éghajlathoz, és ellenálló a betegségekkel szemben.  

## Külső jellemzők
- Közepes-nagy testméret
- Jellegzetes búb a fejen, amely nem akadályozza a látást
- Tollazata lehet fehér, fekete, kendermagos, vörös, aranybarna
- Erős, robusztus testfelépítés

| Tulajdonság         | Kakas                                         | Tyúk                                          |
| ------------------- | --------------------------------------------- | --------------------------------------------- |
| Testtömeg           | 3,5–4 kg                                      | 2,5–3 kg                                      |
| Tojáshozam (évente) | 200–220 db                                    | 200–220 db                                    |
| Tojás súlya         | 55–60 g                                       | 55–60 g                                       |
| Tojás színe         | Krémszínű                                     | Krémszínű                                     |
| Tenyésztett színek  | Fehér, fekete, kendermagos, vörös, aranybarna | Fehér, fekete, kendermagos, vörös, aranybarna |

## Hasznosítása
A Zomborska Kaporkát hagyományosan háztáji környezetben tartják.  
- Jól alkalmazkodik az éghajlathoz, és ellenálló a betegségekkel szemben.
- Húsa ízletes és jól hasznosítható, így mind hús-, mind tojástermelésre alkalmas.
- A kettőshasznú baromfik csoportjába tartozik.

## Összehasonlítás más fajtákkal
A Zomborska Kaporka búbja miatt hasonlóságot mutat az orosz búbos tyúkkal, azonban testalkata robusztusabb, és nagyobb testtömeget ér el.  
Míg az orosz búbos főként dísztyúkként ismert, a Zomborska Kaporka egyaránt alkalmas hús- és tojástermelésre, ami szélesebb körű felhasználást tesz lehetővé, így a kettőshasznú fajták közé sorolják.  

## Elterjedés és mai helyzet
A fajta főként Szerbiában ismert, Magyarországon ritkán fordul elő, de különböző baromfitenyésztő csoportokban érdemes érdeklődni.  